# Il lato oscuro del genio: la vita di Alfred Hitchcock
Il lato oscuro del genio: la vita di Alfred Hitchcock (The Dark Side of Genius: The Life of Alfred Hitchcock) è universalmente considerata la biografia definitiva scritta sulla vita e sulle opere di Alfred Hitchcock da Donald Spoto, vincitore dell'Edgar Award.

## Edizioni
- Donald Spoto, Il lato oscuro del genio: la vita di Alfred Hitchcock, collana Le comete, traduzione di Carolina Sargian, Lindau, 1999,  p. 768, ISBN 88-7180-279-9.
- Donald Spoto, Il lato oscuro del genio: la vita di Alfred Hitchcock, collana Le comete, traduzione di Carolina Sargian, Lindau, 2006,  p. 768, ISBN 88-7180-602-6.